# 群馬クレインサンダーズ
群馬クレインサンダーズ（ぐんまクレインサンダーズ、英: Gunma Crane Thunders）は、群馬県太田市をホームタウンとするプロバスケットボールチーム。運営法人は株式会社群馬プロバスケットボールコミッション。2011年に創設され、現在はB1リーグの東地区に所属している。

## 概要
運営会社は「株式会社群馬プロバスケットボールコミッション」。
チーム名は2011年8月1日 - 9月11日に一般公募を行い、406通の応募の中から群馬プロバスケットボールコミッションによって決定され、9月22日に発表された。クレインは「鶴」、サンダーは「雷」を意味しており、群馬県の形状が空を舞う鶴に似ていること、群馬県が夏場に雷が多い場所であり、「エネルギッシュ」「スピード」をイメージさせるというのが命名理由。ロゴは、群馬を象徴する「鶴舞う形の群馬県」と「雷」を中心にイメージしている。
2021年7月1日には、新たなチームロゴを発表。三角形のシルエットをベースとし、中央には雷と鶴を組み合わせたデザインになっている。また、ユニフォームなどに使用するオリジナルフォントも発表された。
公式マスコットは、鶴をモチーフにした「さんだくん」で、2012年5月に初登場した。オフィシャルチアダンサーは「サンダーガールズ」(2022-)。

### 創設の経緯
プロバスケットボールチームを通じて群馬県を元気にしたいと、2010年6月に株式会社GENKIDOの代表取締役大平雄伸が、株式会社群馬プロバスケットボールコミッションが創立。2011年9月に群馬クレインサンダーズを創設する。

### ホームタウン移転について
なお、ホームタウンは発足当初から2020-2021シーズンまでは中毛地区の前橋市だったが、2021-2022シーズンからは東毛地区の太田市へ移転した。
これは、太田市にB.LEAGUE PREMIER入り基準を満たす5,000人超収容の新設アリーナが建設されること、そして観光資源として群馬クレインサンダーズを活用したいという想いがあった。
また、リーグの将来構想で語られる新B1となるB.LEAGUE PREMIER入りの条件が集客規模が5000席以上のアリーナを要し、1試合当たりの平均集客が最低3000人以上、売上が9億円以上の基準を26年開催までに設けられる4次審査までにクリアする必要がある。
そのうえで、リーグ関係者の話から総合的に判断し、B.LEAGUE PREMIER入りする為には新アリーナをホームアリーナにすることが絶対条件と判断した。
B.LEAGUE発足当初からホームアリーナとしていた前橋市のヤマト市民体育館前橋ではB.LEAGUE PREMIER入り基準を満たせず、来場者への快適な観戦環境（例：均質かつ迫力ある音響、VIPルームの設置など）の提供も厳しいことに加え、体育館周辺に鉄道がなくアクセスが不便であり、駐車場台数も約400台しかなく群馬県ならではの車社会に対応できないという。
一方、移転先である太田市の太田市運動公園は約1,200台で、電車の最寄駅である竜舞駅（東武鉄道小泉線）から徒歩20分という利便性や、同公園西側には太田市民会館やショッピングモール、多数の飲食店があり、集客増の可能性が高まることに加え、新アリーナの完成で、ビジョンや座席設営等で年間数千万円規模のコスト削減が図れるからである。
行政の熱量や本気度、スポーツ全般、さらに当クラブに対する太田市の期待が大きく、ハードとソフトを一体化させた太田市のスポーツで街づくりをしていくという熱量など、これらを総合的に判断して決断に至ったという。太田市の期待は行政にも表れ、市内の郵便局に設置されている郵便ポストが同チームをモチーフにしたものに塗装しなおされたり、枚数限定で同チームのマスコットキャラクターのサンダくんを採用したオリジナルナンバープレートが発行され、125cc以下の原付二種用3種類が交付枚数全量発行完了する等、その人気ぶりを発揮した。
また、新アリーナの完成を待たずに太田市へ移転する理由は、早期に移転することで、新アリーナ完成前に地元太田市とともに盛り上げを醸成し、助走期間を設けることが新アリーナを満員にする近道であると判断。新アリーナが開業する2023年春以前に、地元に根差した活動を時間をかけて継続的かつ積極的に行うことが重要と考えられる。そして、新アリーナが常に満員ととなり、太田市民はもちろん群馬県民の皆が誇れ、そして遠方（主に埼玉県北部、栃木県西部、新潟県南部など）からもわざわざ見に来たくなるような魅力あふれるチーム・クラブを目指す。
なお、太田市とは2020年7月14日に「地域活性化に関する包括連携協定」を締結している。
そして7月より、太田市にB.LEAGUE PREMIER入り基準を満たす新市民体育館として『OTA ARENA（仮称）』の建設が発表された。建設に当たっての財源は、親会社のオープンハウスから太田市の地方創生応援税制（企業版ふるさと納税）を活用して建設する予定。自治体・民間がそれぞれコストの負担が少なく、それでいて同コストでは比較にならないほど高スペックのアリーナ建設が実現される。2022年12月14日に『OTA ARENA（仮称）』の命名権による愛称が『OPEN HOUSE ARENA OTA（オープンハウス・アリーナ・オオタ）』に決定したと発表された。

### 開催アリーナ

#### B.LEAGUE

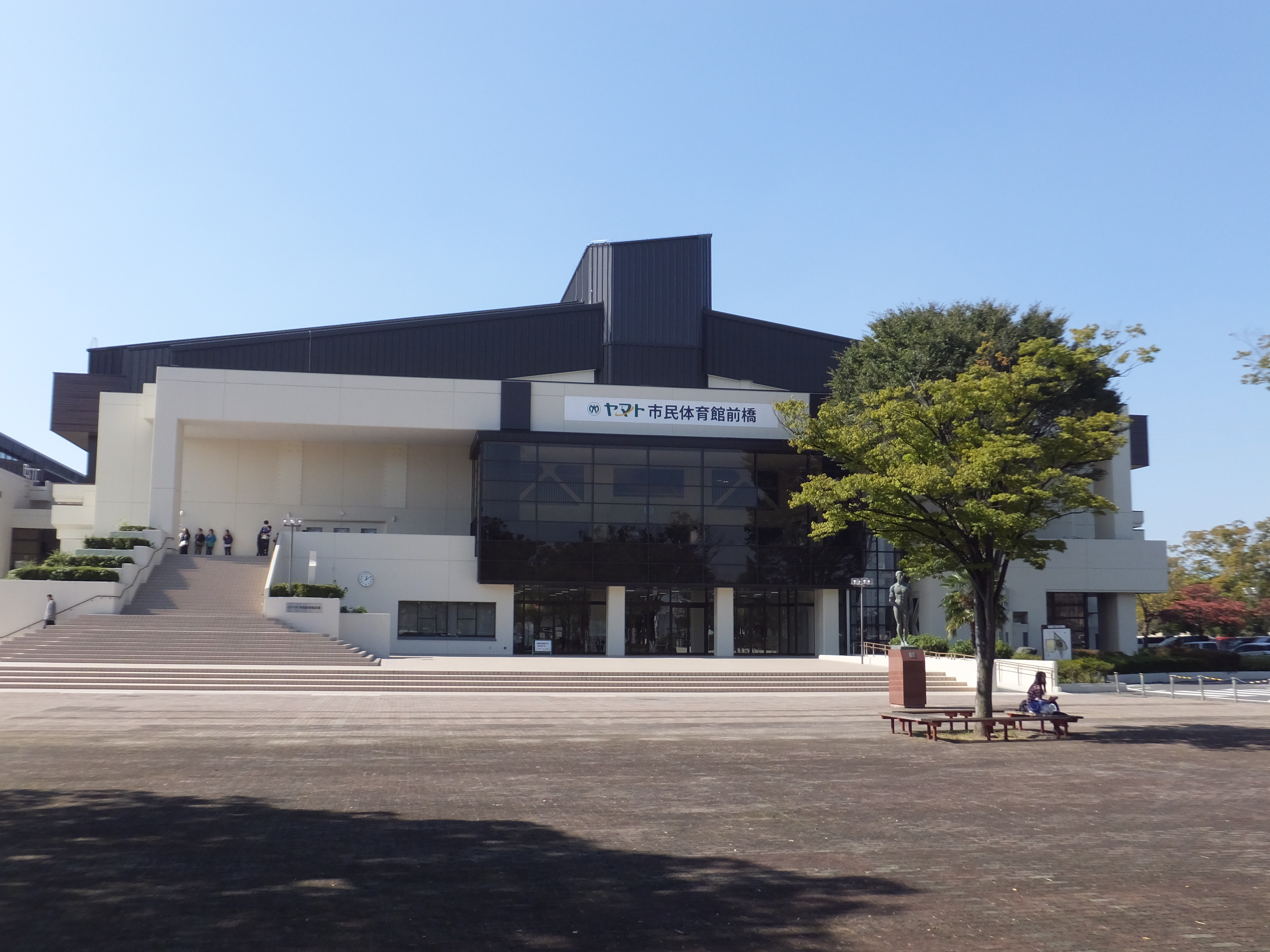
ヤマト市民体育館前橋（B.LEAGUEが発足した2016年から2021年までのホームアリーナ）

| ホームアリーナ                             | 16-17 | 17-18 | 18-19 | 19-20  | 20-21  | 21-22  | 22-23 | 23-24 | 24-25 |
| ------------------------------------------ | ----- | ----- | ----- | ------ | ------ | ------ | ----- | ----- | ----- |
| オープンハウスアリーナ太田                 | -     | -     | -     | -      | -      | -      | 6     | 30    | 30    |
| 太田市運動公園市民体育館                   | -     | -     | -     | 0(2)   | 6      | 25(28) | 24    | -     | -     |
| ヤマト市民体育館前橋                       | 18    | 23    | 24    | 16(20) | 19     | -      | -     | -     | -     |
| 伊勢崎市民体育館                           | 4     | 2     | 2     | 2      | -      | -      | -     | -     | -     |
| 高崎市浜川体育館                           | 4     | -     | -     | -      | -      | -      | -     | -     | -     |
| 渋川市子持社会体育館                       | 2     | -     | -     | -      | -      | -      | -     | -     | -     |
| 館林市城沼総合体育館                       | 2     | 2     | -     | -      | -      | -      | -     | -     | -     |
| KAKINUMAアリーナ(千代田町総合体育館)       | -     | 2     | 4     | 2      | 2      | -      | -     | -     | -     |
| 桐生大学グリーンアリーナ(みどり市民体育館) | -     | 1     | -     | 3      | -      | -      | -     | -     | -     |
| 高崎アリーナ                               | -     | -     | -     | 0(1)   | 0(1)   | -      | -     | -     | -     |
| 桐生市民体育館                             | -     | -     | -     | -      | 2      | -      | -     | -     | -     |
| ALSOKぐんまアリーナ                        | -     | -     | -     | -      | -      | 2      | -     | -     | -     |
| ホーム試合数計                             | 30    | 30    | 30    | 23(30) | 29(30) | 27(30) | 30    | 30    | 30    |

括弧内は開催予定だった試合数

### ユニフォームスポンサー （2025-26シーズン）
- 前面：オープンハウス（中央）
- 背面：栗原医療器械店（背番号上部）、カントーコーポレーション（選手名下部）
- パンツ：両毛システムズ（右前腰部）、スナガ（右前太もも上）、尾島デンタルクリニック（右前太もも下）、オープンハウスデベロップメント（左前上）、関東ホーチキ（左前下）、上毛新聞社（右後ろ上）、V-Power（右後ろ下）、ヤマト（左後ろ）

### チームカラー
- 2011年 - 2021年 :   イエロー、  ネイビー、   ホワイト、   レッド
- 2021年 - 現在 :   GCTブラック[4]、  GCTイエロー[4]、  GCTレッド[4]、  GCTホワイト[4]

### ユニフォームサプライの遍歴
- 2012年 - 2018年：MUNTER（ボルトン）
- 2018年[15] - 2021年[16][17]：ヒュンメル
- 2021年 - 現在：アンダーアーマー[18]

### 歴代ユニフォーム
| HOME      | HOME      | HOME      | HOME      | HOME      |
| --------- | --------- | --------- | --------- | --------- |
| 2017 - 18 | 2018 - 19 | 2019 - 20 | 2020 - 21 | 2021 - 22 |
| 2022 - 23 | 2023 - 24 | 2024 - 25 | 2025 - 26 |           |
|           |           |           |           |           |

| AWAY      | AWAY      | AWAY      | AWAY      | AWAY      |
| --------- | --------- | --------- | --------- | --------- |
| 2017 - 18 | 2018 - 19 | 2019 - 20 | 2020 - 21 | 2021 - 22 |
| 2022 - 23 | 2023 - 24 | 2024 - 25 | 2025 - 26 |           |
|           |           |           |           |           |

| Other                  | Other                  | Other                    | Other                  | Other                    |
| ---------------------- | ---------------------- | ------------------------ | ---------------------- | ------------------------ |
| 2021 - 22 OTA BLUEデー | 2022 - 23 OTA BLUEデー | 2023 - 24 BE BOLD YELLOW | 2024 - 25 GUNMA PURPLE | 2024 - 25 THE ONE YELLOW |
|                        |                        |                          |                        |                          |

### 歴代MC
- 佐山裕亮（2012 - 2019）
- 岡田竜史（2012 - ）

## 歴史

### bjリーグ参入まで

#### 2010年
株式会社GENKIDOの代表取締役大平雄伸が、クラブ運営会社の株式会社群馬プロバスケットボールコミッションを設立。

#### 2011年
東日本大震災による困難を乗りこえて、同年度9月にクラブを創設。

#### 2012年
公募により命名された「群馬クレインサンダーズ」がbjリーグ2012-13シーズンに参戦する。

### bjリーグ

#### 2012-13シーズン
初年度はプレシーズンゲーム初戦で新潟に敗北したものの2戦目ので東京CRに勝利、これがチームとしての初勝利となった。シーズン開幕後は連敗を喫し、8戦が終了した時点で0勝8敗、このうち100失点ゲームが4戦という状況であった。10月29日に林正HCおよび森田庸介ACが解任され、後任HCとして前大阪HCのライアン・ブラックウェルが就任した。その後、連敗は12まで伸びたが、11月14日に東久留米スポーツセンターで行われた東京A戦でようやくリーグ戦初勝利をあげた。3月30、31日には東地区首位の新潟に連勝した。最終順位は東地区最下位。

#### 2013-14シーズン
グリーンドーム前橋で行われた開幕戦で埼玉に勝利してシーズンがスタートしたが、その後10連敗、5連敗と大型連敗を喫するなど12月14日時点で3勝16敗と低迷。12月15日付でブラックウェルを解任し、その日より藤田弘輝ACがHC代行として指揮を執る。外国籍選手も開幕時に在籍していた4名全員を次々に入れ替えて新戦力を補強したが、記録した連勝は3月7日・8日のアウェイ・奈良戦の2連勝1度だけで、プレイオフ争いに加わることはできず東地区10位でシーズンを終えた。

#### 2014-15シーズン
神田悠輝がGMに就任。新HCに前テキサス・レジェンズHCで、NBAのダラス・マーベリックスなどでアシスタントコーチの経験もある チャーリー・パーカー（英語版）が就任。選手も大量に入れ替えをし、NBAで375試合出場経験のあるメルヴィン・イーライらを補強した。
しかし、今シーズンも開幕から9連敗を喫するなど序盤から下位で低迷。中盤より盛り返し、終盤は福島や信州などとプレイオフ圏内を争う。最終節は地区9位で迎えたが、最終戦で勝利して8位に浮上し、プレイオフ初出場が決定。プレイオフ・ファーストラウンドでは東地区1位の秋田と対戦し、2連敗で敗退した。

#### 2015-16シーズン
前年度ACであった根間洋一がHCに就任。元新潟のトーマス・ケネディ、パトリック・サリバン、藤原隆充、根東裕隆らを補強。開幕3連勝を飾るなどスタートダッシュを見せたが、その後チームは低迷。過去最高成績の22勝、過去最高勝率を挙げるも、東地区9位となり、2年連続のプレイオフ進出はならなかった。

### B.LEAGUE

#### 2016-17シーズン（B2東地区）
B.LEAGUEが発足。当初1部リーグ参入を目指していたが、B2東地区所属でのスタートとなった。
ヘッドコーチには新潟、茨城で指揮を執った平岡富士貴を招聘。前年度から多くの選手が残留する中、アブドゥーラ・クウソー、梅津大介、矢代雪次郎、花野文昭を補強。ディフェンスからハードに入るバスケットを徹底した戦いを進めた。チーム記録の8連勝を飾るなど、好調を維持し、前半を終え、21勝9敗、勝率.700でB2東地区の首位を走る。2017年4月14日、茨城戦に勝利しB2東地区優勝を決める。
だが、3位決定戦で広島に敗れ、B1への昇格を果たすことはできなかった。なお、B1ライセンス取得においては、 第1回判定結果では継続審議になっていたものの、その後無事に取得することができた。

#### 2017-18シーズン（B2中地区）
平岡HC体制2年目。神原裕司、ライアン・ステファンらが加入。
オフェンス力の強化を進めたバスケを展開したものの、思うように勝ち星を挙げられなかった。さらに、B1ライセンスの取得ができず、成績面においても昨シーズンとは打って変わって、32勝28敗中地区3位で終わった。
公式応援ユニットLTC(Love The Crane)が2017年10月7日対青森ワッツ戦から活動開始。。

#### 2018-19シーズン（B2東地区）
平岡HC体制3年目。昨シーズン、チームトップの1049得点（1試合平均17.5得点）を記録したトーマス・ケネディの契約継続を発表。また、1年ぶりにアブドゥーラ・クウソーとの選手契約を発表。
秋田がB1昇格、岩手がB3降格となったため、2年ぶりに東地区に回った。トーマス・ケネディの活躍もあって43勝17敗で2年ぶりに東地区優勝を決めた。プレーオフは準決勝で熊本に2勝1敗で勝利。決勝は信州に2敗で準優勝となった。しかし2期連続の赤字で財務問題で懸念があったためB1ライセンスは交付されず、B1昇格を逃した。
シーズン終了後には、2015-16シーズンからチームの攻撃を牽引してきたトーマス・ケネディの広島への移籍が発表された。
2019年7月7日に公式応援ユニットLTCが活動終了。。

#### 2019-20シーズン（B2東地区）
平岡HC体制4年目。2019年6月、不動産会社のオープンハウスが筆頭株主となり、同社代表取締役社長の荒井正昭（太田市出身）が会長に就任。
シーズンでは、開幕から8勝1敗と好スタートを切り、東地区で仙台と首位争いを繰り広げていた。さらにプレーオフ進出を早々に決め、プレーオフに向けてチーム力を高めるレベルまでいた。しかし、シーズン途中での新型コロナウイルス感染拡大の状況変化に伴い、ポストシーズン（Bリーグチャンピオンシップ、B2プレーオフ、B1残留プレーオフ、B1・B2入れ替え戦、B2・B3入れ替え戦）の中止が決定された。これに伴い、中断時点で勝利数で昇格チームの決定がなされ、勝利数の多かった中地区の信州、西地区の広島の昇格が決定。悲願の昇格はならなかった。
なお、B1ライセンス取得においては、ヤマト市民体育館前橋の改修を2020年に完了することを前提に、施設基準、財務基準を含め、取得が決定した。シーズンオフには、平岡富士貴HCの続投を発表した。

#### 2020-21シーズン（B2東地区）
平岡HC体制5年目。開幕前には、昇格に向けて積極的な補強を敢行。笠井康平、上江田勇樹、山崎稜、田原隆徳、ブライアン・クウェリ、ジャスティン・キーナンが加入した。
さらに、日本国籍を取得したマイケル・パーカーと契約を交わし、千葉時代パーカーと共にプレイしていたトレイ・ジョーンズの加入も発表された。
開幕以降、直近のシーズンはB1でプレーしていた選手による布陣のもと、新戦力の躍動もあり、第5節では5連勝を達成。その後も好調を維持し、第11節ではチーム新記録の16連勝を築き、第16節では、自チームが持つB2最多連勝記録を26に更新した。2021年1月1日には、FIBA U19W杯に出場し、主力としてプレーした杉本天昇の加入、5日にはインカレの優勝経験をもつ菅原暉の加入が発表された。
レギュラーシーズンを52勝5敗という前人未到の成績で東地区優勝を果たす。さらにB2プレーオフでもクォーターファイナルの山形戦、セミファイナルの越谷戦を2連勝で破り、B1昇格を果たした。そして、ファイナルでは茨城を2勝1敗で破り、B2優勝を果たした。B2プレーオフMVPにはトレイ・ジョーンズが選出された。
シーズン終了後、Bリーグ発足時から5季クラブを指揮した平岡富士貴HCの退任が発表された。平岡は翌季から古巣の新潟のHCに就任した。

#### 2021-22シーズン（B1東地区）
前述の通り、2021年7月1日からホームタウンが前橋市から太田市へ移転した。これに伴い、運営会社も太田市に移転している。またチームロゴも一新した上、ユニフォームサプライヤーの変更も発表された。
平岡の後任のHCとして、かつて栃木を初代Bリーグチャンピオンに導いたトーマス・ウィスマンが就任した。
また、新潟から元日本代表の五十嵐圭の獲得を発表した。
昇格初年度の今シーズンは、25勝30敗とB1昇格後の一年目の昇格チームとしては最多勝利数を達成するなど健闘を見せたが、シーズン終了後にトーマス・ウィスマンHC並びに、輪島射矢AC兼スキルコーチなどのチームスタッフの退団が決まった。

#### 2022-23シーズン（B1東地区）
ウィスマンの後任のHCとして、昨シーズンまでA東京のアシスタントコーチを務め、かつては北海道のヘッドコーチも歴任した事がある水野宏太が就任した。2023年4月にオープンハウスアリーナ太田が開場した。

#### 2023-24シーズン（B1東地区）
水野HC体制2年目。広島から辻直人、琉球からコー・フリッピン、新潟から木村圭吾など、実力者を獲得した。
B1リーグ昇格後としては31勝29敗と勝ち越したが、東地区4位で終わり、チャンピオンシップ進出はならなかった。なおこのシーズンを以て、水野宏太ヘッドコーチの退任が発表された。

#### 2024-25シーズン（B1東地区）
水野HCの後任として、昨シーズンは広島を初のBリーグ優勝に導いたカイル・ミリングが就任した他、アシスタントコーチには前横浜BCのヘッドコーチだった青木勇人が就任した。

## 成績

### 過去のリーグ戦

#### bjリーグ
| 年度    | レギュラーシーズン | レギュラーシーズン | レギュラーシーズン | レギュラーシーズン | レギュラーシーズン | レギュラーシーズン | レギュラーシーズン | レギュラーシーズン | 最終結果 | HC                                          | 備考                     |
| 年度    | 勝                 | 敗                 | 勝率               | ゲーム差           | 得点               | 失点               | 得失点差           | 順位               | 最終結果 | HC                                          | 備考                     |
| ------- | ------------------ | ------------------ | ------------------ | ------------------ | ------------------ | ------------------ | ------------------ | ------------------ | -------- | ------------------------------------------- | ------------------------ |
| 2012-13 | 14                 | 38                 | .269               | 22.0(12.0)         | 75.1               | 85.2               | -10.1              | 東11位             | 20位     | 林正 ↓ ライアン・ブラックウェル             | 新規参入                 |
| 2013-14 | 13                 | 39                 | .250               | 29.0(14.0)         | 76.4               | 82.9               | -6.5               | 東10位             | 19位     | ライアン・ブラックウェル ↓ 藤田弘輝（代行） |                          |
| 2014-15 | 19                 | 33                 | .365               | 22.0(-)            |                    |                    |                    | 東8位              | 9位      | チャーリー・パーカー                        | プレイオフ 地区1回戦出場 |
| 2015-16 | 22                 | 30                 | .423               | 17.0(1.0)          | 76.6               | 79.8               | -3.2               | 東9位              | 17位     | 根間洋一                                    |                          |

ゲーム差は()外は1位、()内はプレイオフ圏との差をそれぞれ表している。

## 選手とスタッフ

### 現行ロースター
1. 林正 (2012)
2. ライアン・ブラックウェル(2012-2013)
  1. 藤田弘輝(2013) - 代行
3. チャーリー・パーカー（英語版）(2014-2015)
4. 根間洋一(2015-2016)
5. 平岡富士貴(2016-2021)
6. トーマス・ウィスマン(2021-2022)
7. 水野宏太(2022-)

### 過去の所属選手
| - 田中亮(2012-13) - 菅澤紀行(2012-13) - 堤啓士朗(2012-13) - 上松大輝(2012-13) - 高田紘久(2013-14) - 岡田慎吾(2012-14) - 俊野達彦(2012-14) - 奥本友人(2012-14) - 友利健哉(2012-15) - 鈴木豊(2012-15) - 小寺裕介(2014-15) - 澤地サミュエル・ジュニア(2014-15) - 伊藤将伸(2014-16) - 菅原洋介(2014-16) - 小林大起(2014-16) - 三崎竜瓦(2015-16) | - ダミアン・ブラウン(2012) - ニカ・ウィリアムズ(2012) - トーマス・グラナド(2012) - ジャメイン・ディクソン(2012-13) - ドミニク・ケーラー(2012-13) - ランディ・オアー(2013) - マーベル・ウェイス(2013) - ルイス・ウィッチャー(2012-13) - トレイ・ブリットン(2013-2014.1) - ダルコ・チョハダレヴィッチ(2013-2014.1) - シルベスター・モーガン(2013.11-2014.2) - ジャメイン・グリーン(2014.1-2014.5) - ディリオン・スニード(2014.1-2014.5) - ジェームス・ヒューズ(2014.2-2014.5) - カルロス・ディクソン(2013-2015) - メルビン・イーライ(2014-2015) - ダニエル・ノーザンジュニア(2014-2015) - マーカス・モリソン(2014-2015) - アンドレ・マレー(2015) - パトリック・サリバン(2015-2016) - マイケル・セントジョン(2015-2016) - ゲイリー・ハミルトン(2016,2020.10) - ケネス・シムス(2016) - デイビダス・ブスマ(2016) - ギャレット・スタツ(2019-2020) - ロスコ・アレン(2019-2020) |